# Polly Maberly
Polly Lucinda Maberly (* 1976 in Reigate, Surrey, England) ist eine britische Theater- und Filmschauspielerin.

## Leben
Polly Maberly wurde 1976 als Tochter eines Anwalts in der englischen Grafschaft Surrey geboren. Sie besuchte die Royal Academy of Dramatic Art in London. Im Alter von zehn Jahren stand sie für die britische Fernsehminiserie Das Geisterschloss (1986) erstmals vor der Filmkamera. Im vielgerühmten BBC-Mehrteiler Stolz und Vorurteil nach Jane Austens gleichnamigem Roman spielte sie 1995 die Rolle der Kitty Bennet neben Jennifer Ehle und Colin Firth. 1999 trat sie in dem Kurzfilm Gooseberries Don’t Dance neben Ian Holm auf. Seit 2001 ist sie häufiger vor der Kamera zu sehen. Von 2003 bis 2004 spielte sie eine Psychiaterin in 13 Folgen der Fernsehserie The Royal. Später kam sie mehrfach in den Serien Doctors (2008–2021), Hollyoaks (2011) und EastEnders (2017–2018) zum Einsatz. In den 2000er Jahren stand sie auch vielfach auf der Theaterbühne, wie 2006 als Thea Elvsted in Ibsens Hedda Gabler am Liverpool Playhouse.
Sie hat einen älteren Bruder names Guy und zwei jüngere Brüder, Thomas und Jack. Ihre jüngere Schwester Kate Maberly ist ebenfalls Schauspielerin.

## Filmografie (Auswahl)
- 1986: Das Geisterschloss (The Children of Green Knowe) (TV-Miniserie)
- 1992: 2point4 Children (TV-Serie, eine Folge)
- 1993: Casualty (TV-Serie, eine Folge)
- 1995: Stolz und Vorurteil (Pride and Prejudice) (TV-Miniserie)
- 1999: Gooseberries Don’t Dance (Kurzfilm)
- 2001: Inspector Barnaby – Leichen leben länger (Midsomer Murders – Who Killed Cock Robin?) (TV-Reihe, eine Folge)
- 2002: The Bill (TV-Serie, eine Folge)
- 2003–2004: The Royal (TV-Serie, 13 Folgen)
- 2008: Harley Street (TV-Serie, zwei Folgen)
- 2008–2010: Foyle’s War (TV-Serie, zwei Folgen)
- 2008–2021: Doctors (TV-Serie, fünf Folgen)
- 2009/2014: Holby City (TV-Serie, zwei Folgen)
- 2011: Hollyoaks (TV-Serie, fünf Folgen)
- 2011: Mr. Mzuza (Kurzfilm)
- 2014: Babylon (TV-Serie, zwei Folgen)
- 2015: Love in a Time of Death (Kurzfilm)
- 2015: Shakespeare & Hathaway – Private Investigators (TV-Serie, eine Folge)
- 2017–2018: EastEnders (TV-Serie, fünf Folgen)
- 2019: Gentleman Jack (TV-Serie, eine Folge)
- 2019: Muscle

## Theaterauftritte (Auswahl)
- 1999: Ich träume, aber vielleicht auch nicht (Sogno, ma forse no) – als Nada, New End Theatre, London
- 2000: The Browning Version von Terence Rattigan – als Mrs. Gilbert, Theatre Royal, Bath
- 2000: Der Sturm (The Tempest) von William Shakespeare – als Miranda, Shakespeare Sommerfestspiele, Festung Špilberk, Brünn
- 2001: Under the Doctor von Peter Tilbury – Churchill Theatre, Bromley, und Comedy Theatre, London
- 2005: When Harry Met Sally … nach Nora Ephron – als Helen
- 2006: Hedda Gabler von Henrik Ibsen – als Thea Elvsted, West Yorkshire Playhouse, Liverpool Playhouse
- 2008: Drowning on Dry Land von Alan Ayckbourn – als Linzi Ellison, Salisbury Playhouse